# Ādaži
Ādaži (anciennement en allemand : Neuermühlen) est une ville de Lettonie, chef-lieu de la municipalité du même nom, située dans la région de Vidzeme.

## Géographie
Ādaži s'étend sur 10,5 km2 au centre de la Lettonie et est située à 21 km au nord de Riga, sur la rive gauche de la Gauja, près de la route A1 qui relie la capitale à la frontière de l'Estonie, à 50 km au nord, en longeant le littoral du golfe de Riga. Elle est arrosée par la Gauja.
On trouve à Ādaži une usine de chips (Ādažu Čipsi), ainsi qu'un camp d'entrainement de l'armée lettone,. Il y a un club de wakeboard sur la Gauja.

## Histoire
Le château de Neuermühlen est mentionné pour la première fois dans un texte en 1204. Le nom allemand de Neuermühlen était utilisé à l'époque de la Terra Mariana et de la Confédération livonienne, lorsque le pays était dirigé par des nobles d'origine allemande, notamment les membres de l'ordre de Livonie, branche livonienne de l'ordre Teutonique de 1237 à 1525. Neuermühlen faisait alors partie de la principauté épiscopale de l'archevêque de Riga.
En 1491, il s'y déroule une bataille entre les troupes de l'archevêque et celles de l'ordre, qui en sort vainqueur.
Sous l'Empire russe, la paroisse d'Ādaži, dans le district de Riga, est créée en 1866. 
Pendant la période soviétique, le village devient en 1948 le centre de la ferme collective « Staline », rebaptisée « Ādaži » en 1962, puis à partir de 1986, la société agricole « Ādaži ». À cette époque, le village connaît une intense activité de construction pour loger les travailleurs. En 1949, la paroisse et le district sont remplacés par le village d'Ādaži, qui fait partie duistrict de Saulkrasti puis de celui de Riga en 1956. En 1954, le village de Carnikava est rattaché à Ādaži.
En 1990, Ādaži devient le centre de la paroisse d'Ādaži dans le district de Riga, cependant que le village de Carnikava en est séparé. En 2006, Ādaži devient le chef-lieu de municipalité, créée par la réorganisation de l'ancienne paroisse du même nom. Enfin le 1er juillet 2022, Ādaži obtient le statut de « ville ».

## Démographie
La population s'élevait à 6 103 habitants en 2012 et à 7 482 habitants en 2022.

## Galerie

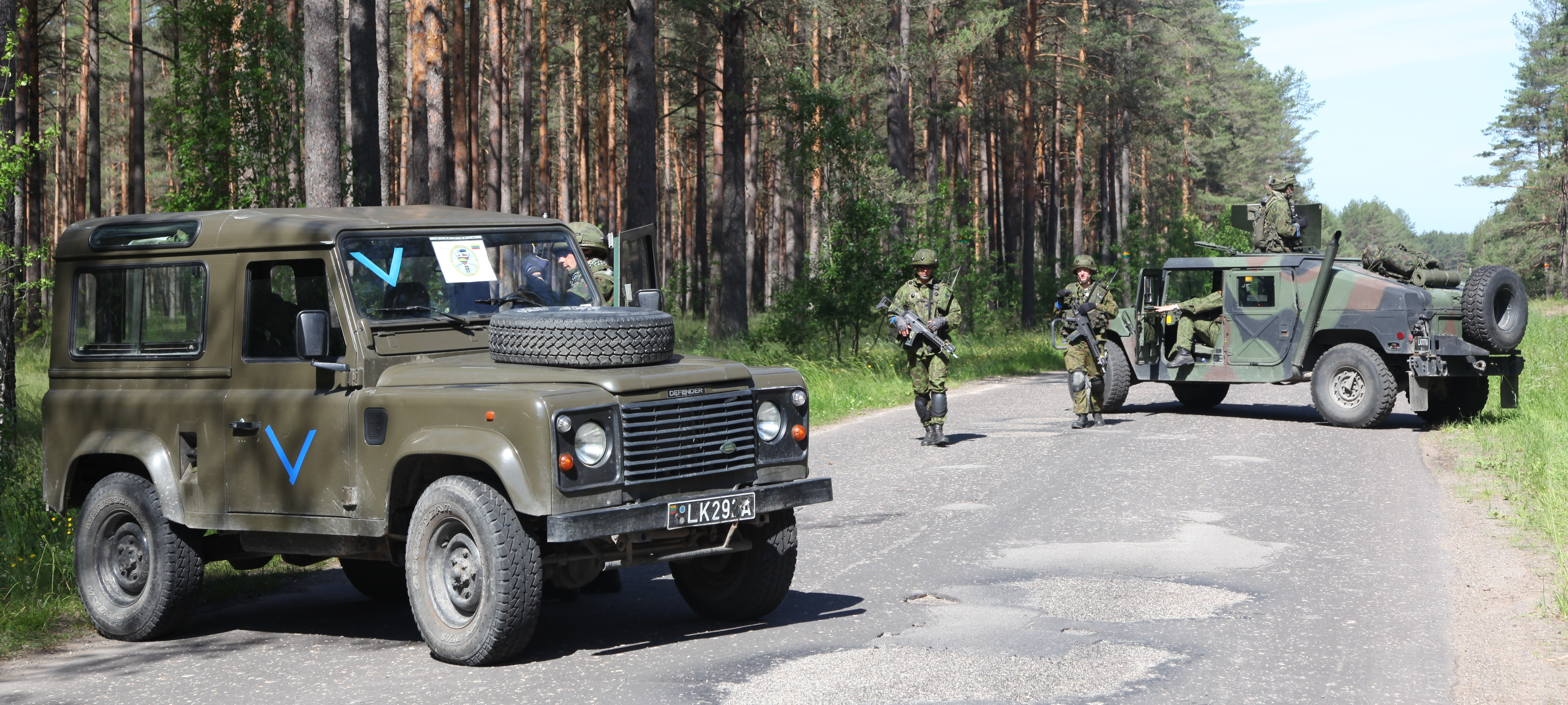
Forces armées lituaniennes lors de l'exercice militaire Saber Strike 2012.
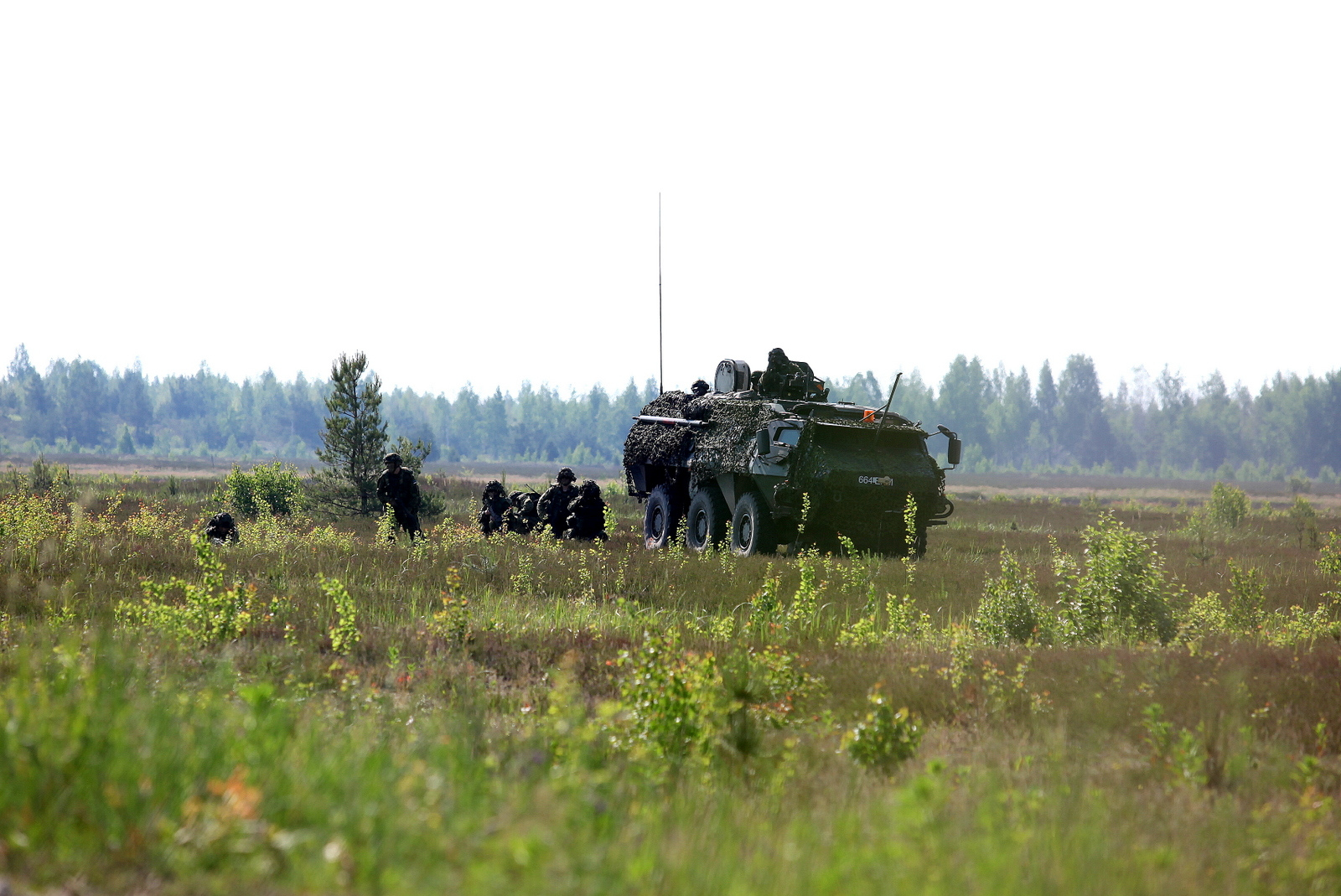
Entrainement des troupes estoniennes en 2013.
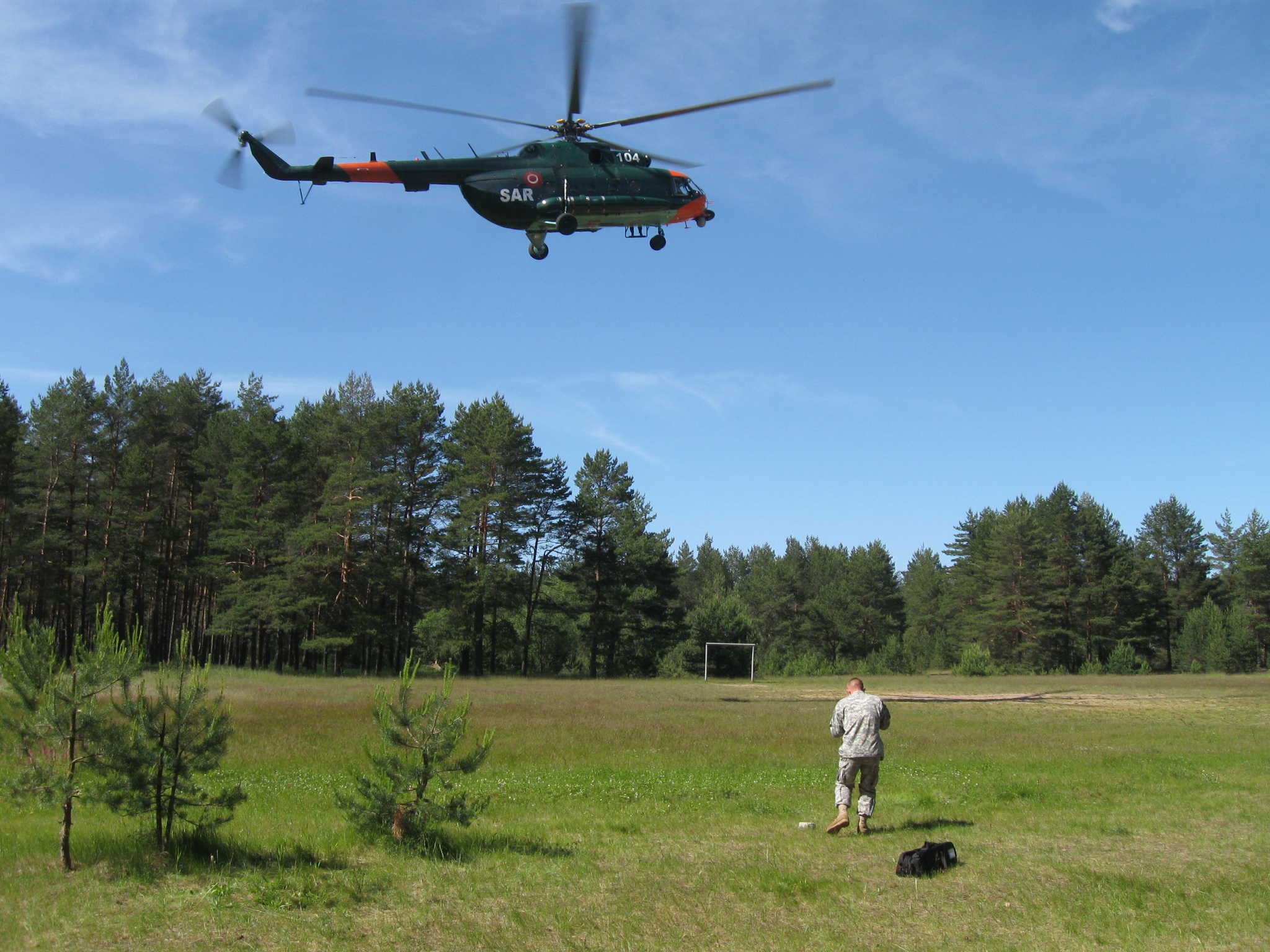
Hélicoptère An Mi-17 à Ādaži.
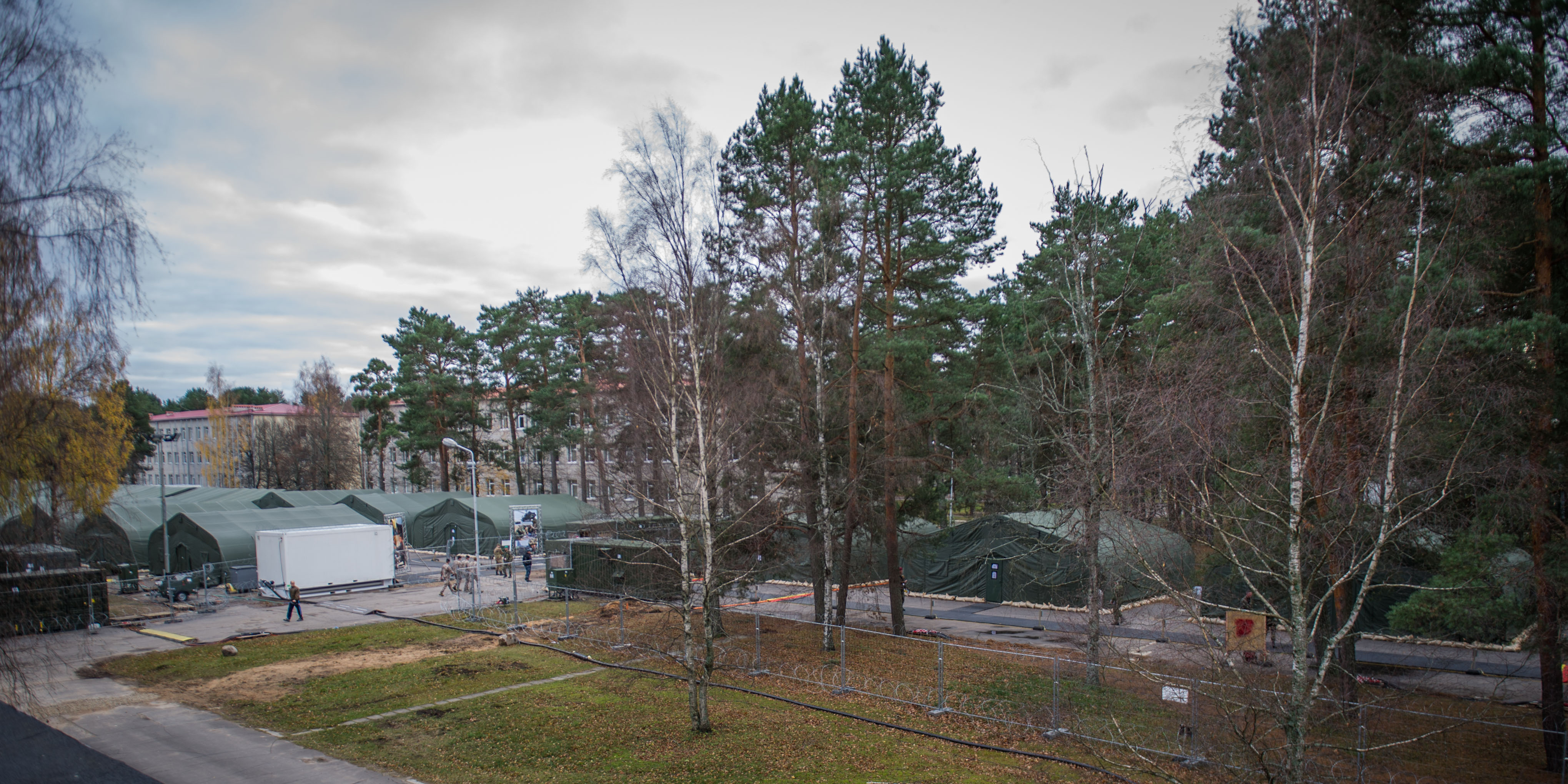
Camp militaire lors de l'entrainement Steadfast Jazz Baltic Host à Ādaži en 2013.
Les militaires américains lors de Saber Strike 2014.